# فاكفاك
فاكفاك (بالإنجليزية: Fakfak)‏ هي حي إندونيسي تقع في إندونيسيا في بابوا الغربية.